# Батирєв Антон Миколайович
Антон Миколайович Батирєв (Москва) — російський та колишній український актор. Підтримує путінський режим та  війну Росії проти України.

## Життєпис
Народився 10 червня 1981 року в Москві.
У 2003 році Антон закінчив Театральний інститут Саратовської державної консерваторії ім. Л.В. Собінова. Почав працювати в Саратовському театрі юного глядача, де грав Жадова з «Прибуткового місця», Красильникова з «Царя Федора Іоановича», Мулина з «Невільниць» та інших.
У кіно вперше знявся у 2008 році в серіалі «Загальна терапія» (італійський римейк). Потім знімався в 5 сезоні молодіжного серіалу «Реальні пацани», де грав Вадика Канівських.

## Громадянська позиція
- Підтримує путінський режим та війну Росії проти України.
- Після початку вторгнення Росії в Україну, Антон Батирєв написав в Instagram про те, що припинення спецоперації перебуває в компетенції Президента України В. А. Зеленського.
- Влітку 2024 року Національна рада України з питань телебачення і радіомовлення внесла Батирєва до списку осіб, які становлять загрозу національній безпеці.

## Фільмографія
- 2021 Швабра2
- 2021 Кохання без гальм.
- 2021 Старенькі в бігах 2. Шурик
- 2021 Ворожка. Супрун Михайло майор
- 2020 Продається будинок із собакою. Валерій
- 2020 Грізний. Данило Захартін
- 2020 Розколоті сни. Іван охоронець
- 2020 Гра у долю. Федір редактор
- 2020 Олена Прекрасна. Мартін.
- 2020 Ніщо не трапляється двічі 2. Вадим Огнєв[3]
- 2020 Ти тільки мій. Михайло Кравчук.
- 2019 Ёлка на миллион. Максим
- 2019 Барс 2 с. Архипов
- 2019 Швабра. Николай Вершинин
- 2019 Смотрящая в даль. Александр Атапин
- 2019 Подлежит уничтожению. Москвин
- 2019 НЕ женская работа. Игорев
- 2019 Годунов 2. Заруцкий Иван
- 2019 Следователь Горчакова.1,2 Разбегаев
- 2019 Ничто НЕ случается дважды. Огнев Вадим
- 2018 Год собаки. Лапшин Илья
- 2018 Человек без сердца. Сафронов
- 2018 Тайны госпожи Кирсановой. Бестужев Павел
- 2018 Следы в прошлое. Коля эп.
- 2018 Кто ты? Мищенко Олег
- 2018 На качелях судьбы. Алексей
- 2018 Родная кровь. Маевский
- 2018 Старушки в бегах. Шурик
- 2018 Сердце следователя. Олег
- 2018 Кровь Ангела. Леонид
- 2018 Пелена. Симонов Кирилл
- 2017 Следствие любви. Андрей
- 2017 Секретарша. Гранин Эдуар
- 2017 Московская пленница. Дыбина
- 2017 Жизнь по слухам одна. Влад
- 2017 Жена полицейского. Автослесарь
- 2017 Алмазный эндшпиль. Антон 2017 Район тьмы. 1с 11с Алекс
- 2016 Чужое счастье. Валерий
- 2016 Челночницы. Назаров Макс
- 2016 Пятая стража3 / 131Схватка
- 2016 Мамочки. парень 3-й сезон
- 2016 Крыша мира. Назаров 2-й с
- 2016 Анна-детективъ. Михаил 7ф
- 2015 Тінь бабки. Пашка
- 2015 Останній яничар. Богдан
- 2015-2017 Двойная сплошная 1,2
- 2015 Выжить после-2,3 Андрей
- 2014 Таблетка от слёз. Максим
- 2014 Сладкая жизнь. Витя
- 2014 Скорая помощь Сербии
- 2014 Верь мне. Леха
- 2014 Бессонница. Дима Белоус
- 2014 Косты. 12 с.Вадим Костин
- 2013 Вчитель у законі. Мішаня
- 2013 Сімейне щастя. Орлов
- 2013 Реальні пацани 5. Вадік
- 2013 Гранична глибина. Алекс
- 2013 Переїзд. Віктор
- 2013 Операція Лялькар.
- 2013 Месник. Євген Критов
- 2013 Карина червона. Сухарєв
- 2013 Вероніка Біглянка. Віталій
- 2013 Ванька. Стас
- 2012 Доля Марії. Іван
- 2012 Право на правду. Михайло
- 2012 Пізнє кохання. ведучий
- 2012 Нічні ластівки. штрафник
- 2012-2013 Карпов. Олег
- 2012 Виходжу тебе шукати 2. Ілля
- 2012 У зоні ризику. слідчий
- 2012 8 перших побачень. секретар
- 2011-2012 Катрусине кохання 1,2 Дмитро
- 2011 Тонка грань. Андрій
- 2011-2014 П'ятницький 1,2,3,4 Олег
- 2011 Татусі. опер
- 2011 Москва. Три вокзали
- 2011 Мент в законі-4. Дрозд
- 2011 Ластівчине гніздо.
- 2011 Заручники кохання. Сергій
- 2011 Дикий-2. Мисливець за пенсією
- 2011 Девичья охота. эпизод
- 2010 Шахта. найманець
- 2010 Випадковий зв'язок.
- 2010 Відділ. Олег Терещенко
- 2010 Небо у вогні. епізод
- 2009 Відблиски. Андрій
- 2009 Бумеранг із минулого.
- 2009 Безмовний свідок
- 2009 Адвокат-6. Петро Тарасов
- 2008 Загальна терапія. Антон
- 2008 Закон і порядок 3. Захар
- 2008 Діти білої богині.

Не вийшли на екран:
- Опа, Новий рік!
- Повернути за всяку ціну. Олексій.